# Дуччо ді Буонінсенья

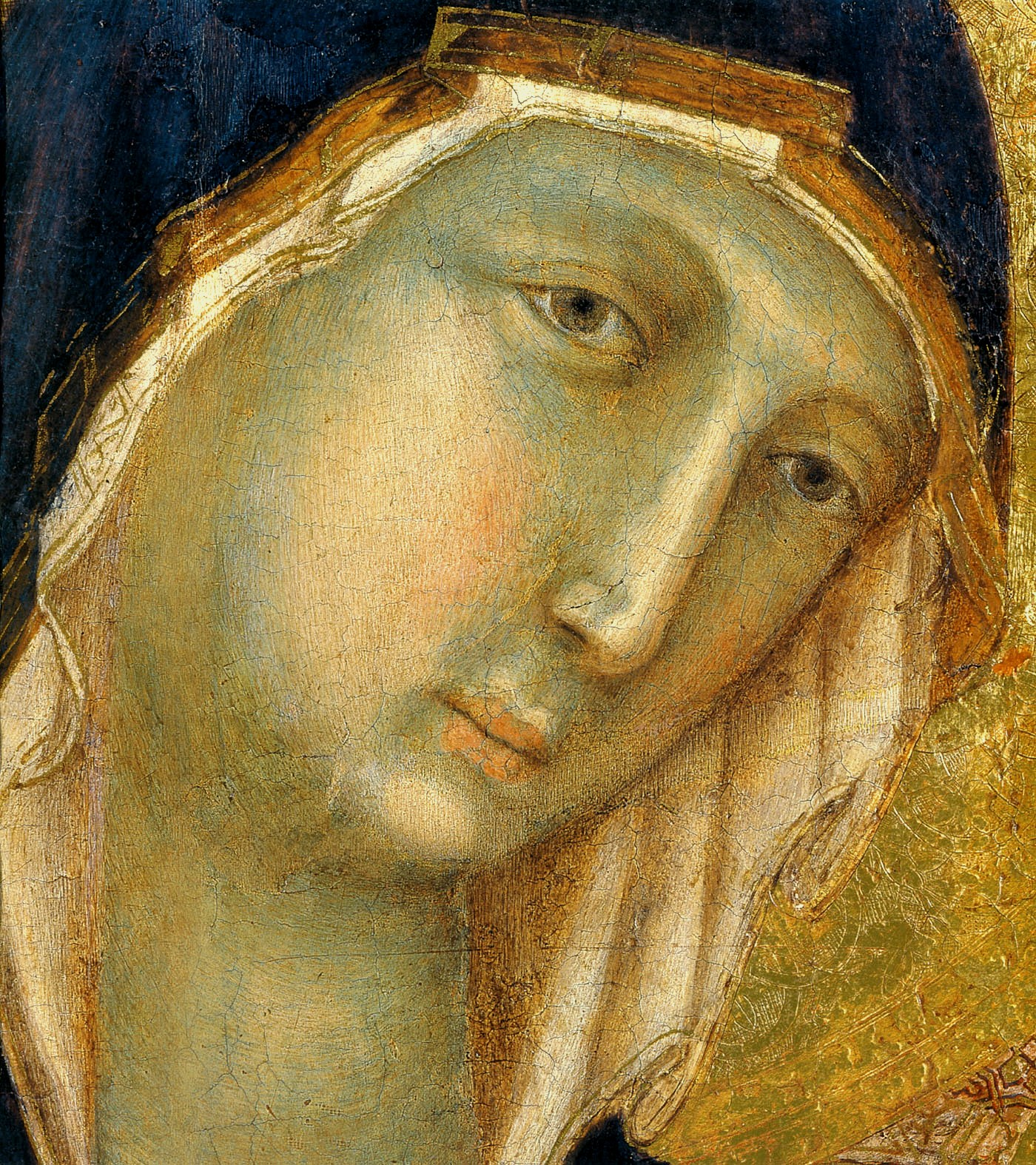
Дуччо. «Маєста», деталь.

Ду́ччо ді Буонінсе́нья (італ. Duccio di Buoninsegna, близько 1255–1319) — італійський художник, представник сієнської школи живопису.

## Біографія

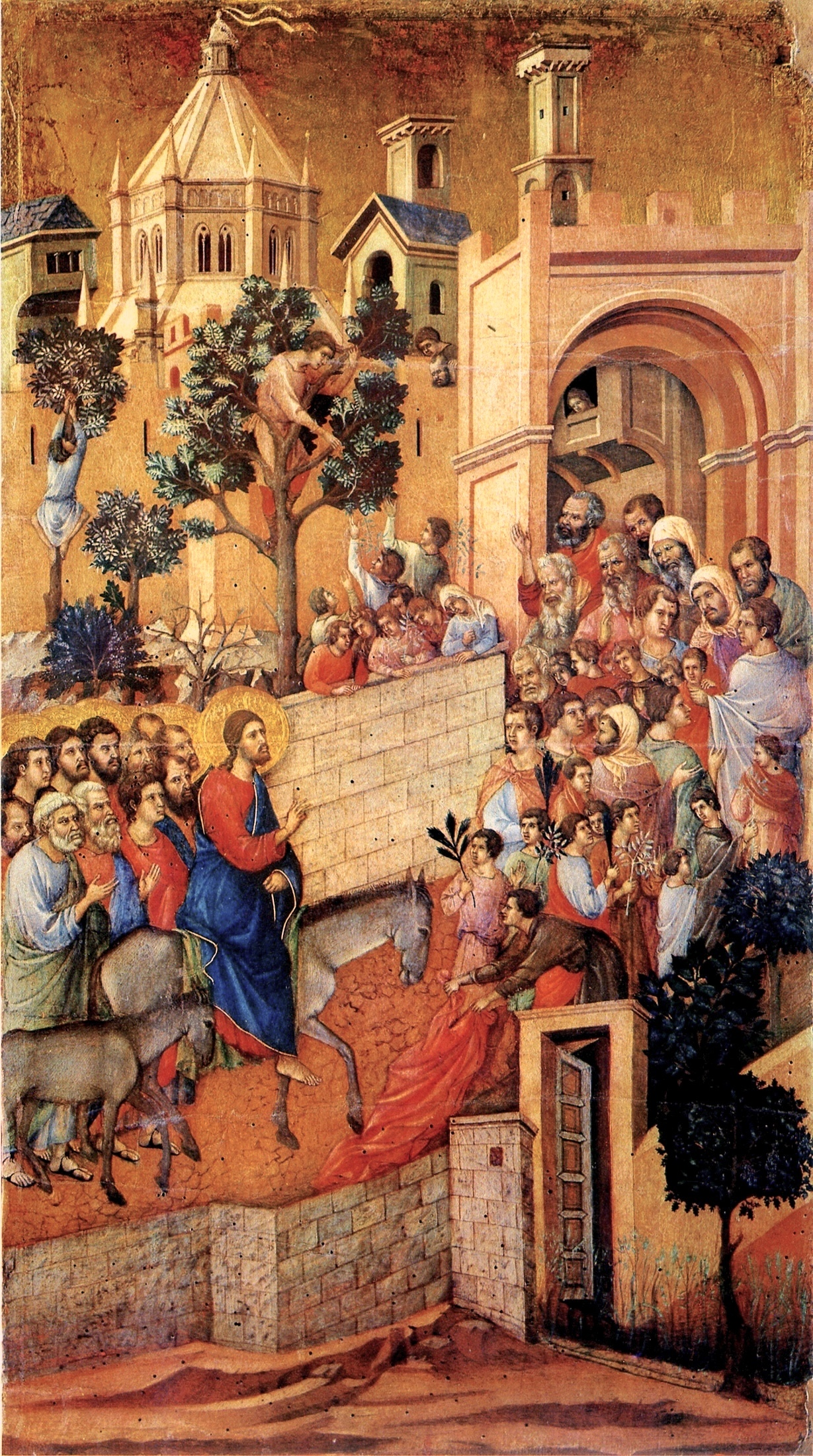
Дуччо. «Маеста», деталь: В'їзд в Єрусалим. 1308-11рр. Сієна, музей собору.

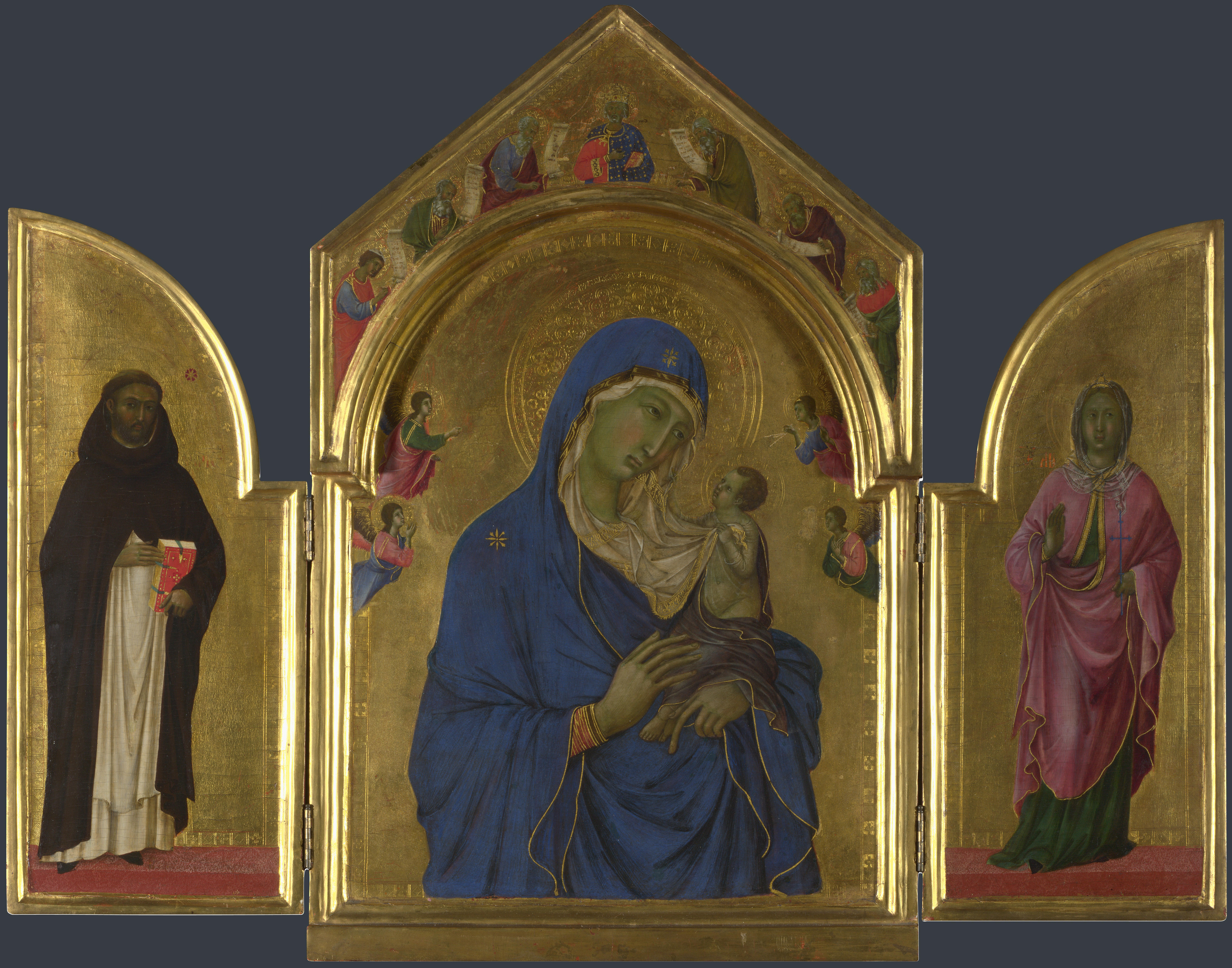
Дуччо. «Лондонський Триптих» 1300-05гг. Лондон, Національна галерея.

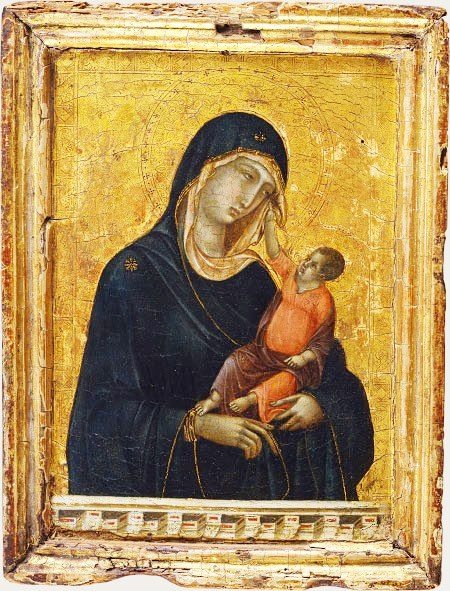
Дуччо. «Мадонна Строганова». близько 1300 Нью-Йорк, музей Метрополітен.

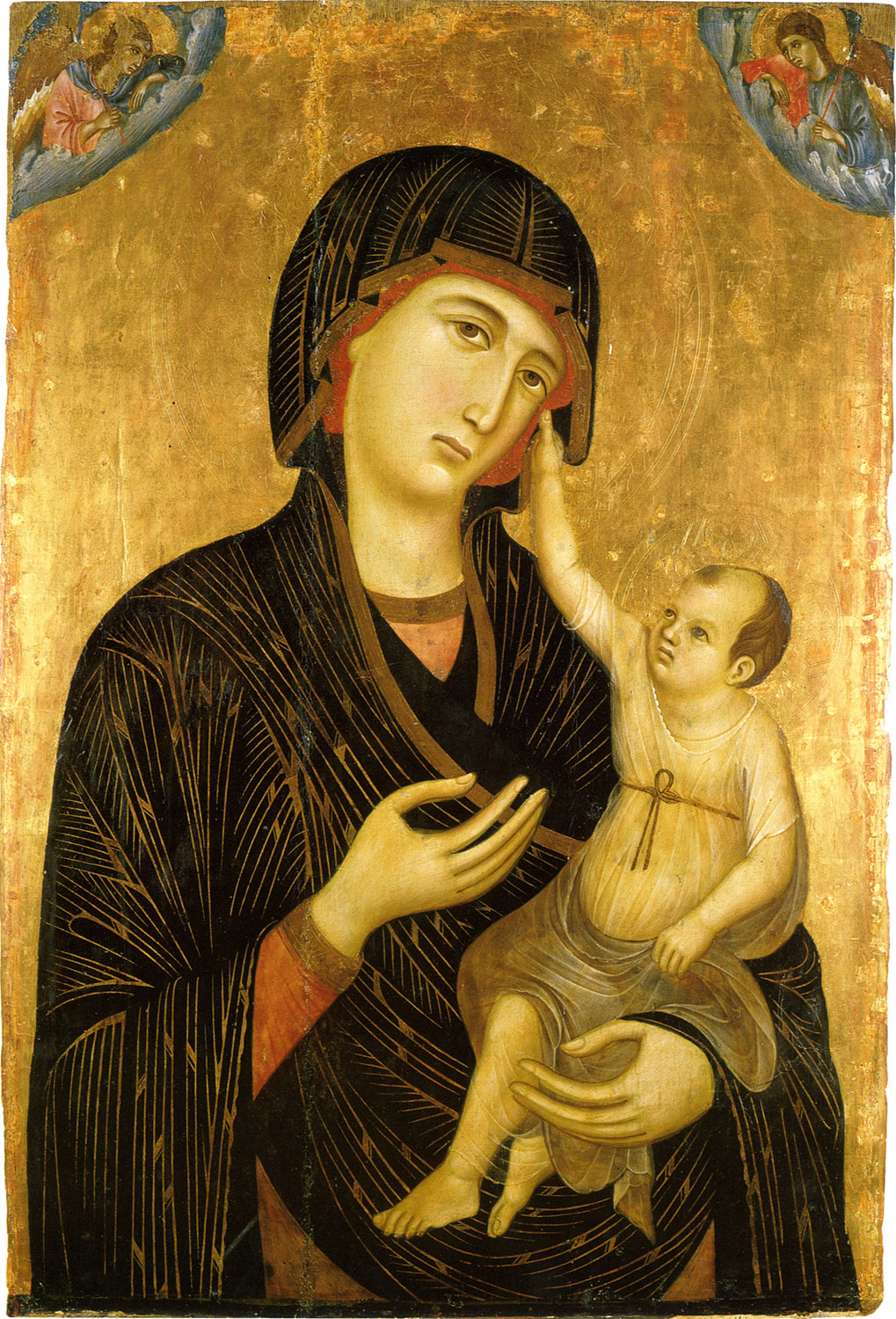
Дуччо. «Мадонна Креволе» 1283-84. Сієна, музей собору.

З документів випливає, що художник був дуже незалежною та темпераментною людиною, а за вишуканістю та елегантністю його творінь проглядав бунтівний дух. Будь-який прояв влади викликав у нього протест. Перший з його численних конфліктів із владою Сієни стався 1280 року. Суть конфлікту в документах не висвітлена, але чимала сума штрафу, яку Дуччо довелося заплатити — 100 лір, свідчить про те, що йшлося про щось доволі серйозне. Відчувши перші промені слави та певну захищеність, пов'язану зі становищем популярного художника, Дуччо поводився досить зухвало. Так, наприклад, 1289 року Дуччо відмовився прийняти клятву на вірність командирові міліції (народного ополчення). 1302 року він відмовився брати участь у військових діях в Мареммі, за що був оштрафований на 18 лір і 10 сольдів. 22 грудня того ж року він був знову оштрафований, щоправда цього разу вже за заняття магією. Проте ці заняття в той час не розглядалися як великий злочин, і штраф склав всього п'ять сольдів.
Згідно з документами, 1292 року художник мав будинок в Кампореджо, недалеко від церкви Сан Антоніо в Фонте Бранда, який раніше належав Буонінсенья, його батькові, а також володів полями та виноградниками в сільській місцевості. 1313 року він придбав будинок в Сієнському кварталі Сталлореджі, в якому жив і тримав майстерню. Однак, судячи з кількості штрафів, накладених за несплату податків, Дуччо не вмів добре розпоряджатися грішми.
Художник часто конфліктував з владою, однак його талант знайшов визнання, і, незважаючи на всі проблеми, він художник зробити блискучу кар'єру.
Перша згадка про Дуччо в архівних документах Сієни відноситься до 1278 року. Вона пов'язана із замовленням таволетти для Біккерни. Документ дозволив історикам обчислити приблизну дату народження художника, оскільки робота могла бути доручена лише майстрові, котрий досяг зрілого віку. Таким чином, дата народження Дуччо була віднесена до 1255–1260 років. Біккерна замовляла йому розпис таволетти дев'ять разів, з 1278 до 1295 року. Проте ці замовлення не давали великого доходу. Набагато більше грошей приносили картини із зображенням Мадонни, покровительки міста, навколо якої в Сієні після битви при Монтаперті виник справжній культ.
Запис у документах від 3 серпня 1319 року згадує про смерть Дуччо. У тексті повідомляється, що сер Раньєро ді Бернардо справив офіційну церемонію щодо вступу дітей та дружини Дуччо, ТАВІА, у права успадкування. Із сімох дітей Дуччо лише двоє — Гальгано та Амброджо, зайнялися живописом. Проте ніяких згадок про їхню творчість та виконані ними замовленнях не збереглося. Зате слід в історії мистецтва залишив його небіж — Сенья ді Бонавентура, син брата Дуччо, Бонавентури, а також сини Сеньї — Франческо та Нікколо ді Сенья, які теж були художниками.
За теорією, висунутою Роберто Лонгі 1948 року, яку підтримують нині більшість науковців, Дуччо навчався у Чімабуе, оскільки приблизно з 1270 до 1280 року був у його бригаді, яка працювала над фресками у Верхній церкви Сан Франческо в Ассізі. Саме в цей період згадки про Дуччо в сієнських документах повністю відсутні.

## Творчість
У мистецтві Дуччо прагнув відновити художню мову, вийшовши за межі традиційного візантійського живопису, який домінував у тодішньому мистецтві Сієни.
Друга половина XIII століття була в Сієні часом великого оновлення в мистецтві. Чимало чинників сприяло тому, щоб Сієна стала одним з найважливіших центрів художнього експериментування. Цьому сприяли скульптури Ніколо та Джованні Пізано, твори Арнольфо ді Камбіо, й самі місцеві художники, які охоче вирушали до Франції, щоб на місці освоїти останні готичні новації. Готичний стиль великої вівтарної картини «Маєста» неодноразово підштовхував науковців до думки, що Дуччо теж міг побувати у Франції. На доказ цієї версії наводилися такі аргументи: 1) Відомості про Дуччо повністю відсутні в архівних документах Сієни в останні кілька років XIII століття. 2) Приблизно в цей час в паризьких архівах зафіксовано проживання на Рю де Прешер якогось «Duch de Siene» або «Duch le lombart». Проте, у цієї версії занадто слабкі докази.
Формування Дуччо відбувалося під впливом Чімабуе. Відомий італійський мистецтвознавець Фердінандо Болонья відносить період його формування до 1278–1279 років, або навіть раніше. Він вважає, що в 1283–1284 роках Дуччо та Чімабуе вже працювали у тісній співпраці, і цілком переконливо доводить, що у фресках Чімабуе, які той написав у Верхній церкві Сан Франческо в Ассізі, в декількох місцях чітко видно руку Дуччо.
На жаль, сам Дуччо власноруч підписав лише один твір — велику «Маєсту» з Сієнського собору. 
Проте сьогодні практично ні у кого не викликає сумнівів атрибуція ще кількох робіт. Це маленька «Маєста» (Музей мистецтв, Берн), «Францисканська Мадонна» (Сієна, Пінакотека), «Мадонна з немовлям» відома як «Мадонна Строганова» (музей Метрополітен, Нью-Йорк), «Мадонна з немовлям та шістьма ангелами» (Національна галерея Умбрії, Перуджа), і невеликий «Триптих № 566» (Національна галерея, Лондон). 
Крім названих, практично безперечних робіт Дуччо, сьогодні йому приписують «Поліптих № 47» (Сієна, Пінакотека). Існує ще кілька творів, які приписують або майстерні Дуччо, або самому Дуччо в співавторстві, наприклад, «Мадонна з немовлям» (№ 593) (Сієна, Пінакотека), яку на думку експертів він написав спільно з Майстром Бадіа а Ізола. Більшість співробітників його майстерні не залишили своїх імен.
Вважається, що найбільш ранній період Дуччо, до «Мадонни Ручеллаї», був особливо ліричним, і що в цей час він написав одну з найвишуканіших своїх мадонн — «Мадонну Креволе», яку розглядають як найраніший його твір. На перший погляд «Мадонна Креволе» виглядає звичайною візантійської іконою; дотримані всі звичні норми: червоний мафорій на голові, тонко стилізовані руки, типовий «візантійський» ніс, складки одягу, оздоблені золотом. Однак підкреслена гра світла на лику Мадонни, нетиповий жест немовляти, і присутність тонко виписаних «французьких» ангелів в кутах картини, свідчать про те, що це вже не візантійська ікона. 
Мадонна Ручеллаї

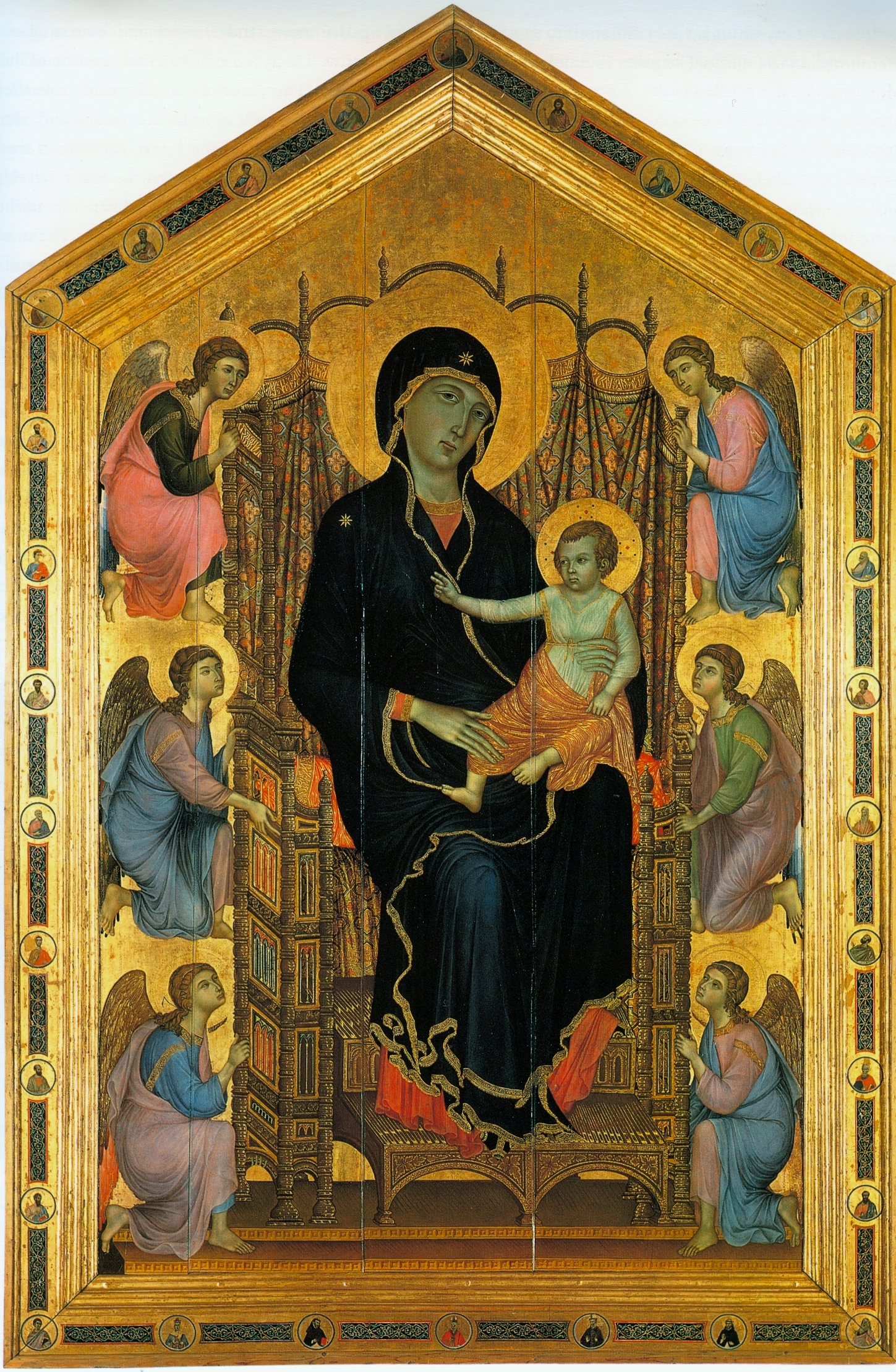
Дуччо. «Мадонна Ручеллаї» 1285 Флоренція, Галерея Уффіці.

Назва цієї вівтарної картини веде своє походження від капели Ручеллаї в церкві Санта Марія Новела, де вона перебувала тривалий час, поки, починаючи з 1591, її почали переносити з місця на місце в різні частини собору. Так тривало до 1937 року, коли відбулася перша велика виставка присвячена творчості Джотто, на яку взяли цю картину. Після цього «Мадонна Ручеллаї» залишилася в Галереї Уффіці. Зберігся документ від 15 квітня 1285 року, в якому повідомляється, що братство Лаудезі при церкві Санта Марія Новела замовляє Дуччо написати образ на славу Діви Марії. Незважаючи на те, що цей документ був опублікований наприкінці XVIII століття, суперечки навколо картини довго не вщухали. У XV столітті вважали, що це робота Чімабуе (таку атрибуцію підтримував зокрема Джорджо Вазарі). 
Декорація рами картини і жест немовляти безперечно нагадують картину «Маєста» Чімабуе, що зберігається в Луврі. Однак типово готичне сяйво фарб, золота облямівка на сукні Мадонни були досконалим нововведенням, у всій структурі картини відчувається північний, заальпійськими вплив. Нетипова й сама іконографія картини — ангели в ній підтримують трон Мадонни. У суперечках про авторство на користь Дуччо зіграв аргумент, заснований на образотворчій програмі, що міститься на рамі картини. Братство Лаудезі зародилося всередині Домініканського ордену в 1244–1245 роках; його метою була боротьба з єресями за допомогою посилення проповідництва. Набір святих у медальйонах на рамі «Мадонни Ручеллаї», на думку істориків мистецтва, відповідає ідейній програмі цього братства, яке, згідно з документом, і було її замовником.
Інші твори
Після «Мадонни Ручеллаї» Дуччо написав декілька малих мадонн — «Францисканська Мадонна» (23,5х16 см; назва пов'язана з трьома монахами-францисканцями, зображеними біля ніг Мадонни), «Мадонна Строганова» (28х20, 8 см; вона належала графу Григорію Строганова, який помер у Римі 1910 року), а також маленька «Маєста» (31,5х22,5 см) з бернского Музею мистецтва. 
Ці невеликі твори спершу викликали сумніви щодо авторства, оскільки Дуччо вважався майстром великого формату. Проте науковці згадали, що Дуччо неодноразово розписував таволетти, які мають приблизно такий самий розмір, а отже досконало володів мініатюрною технікою. Всі три зображення Мадонни засновані на візантійській іконографії, і в усіх трьох можна виявити новації, що походять від неї. 
До цієї групи творів належить також і невеликий «Лондонський Триптих» (61х78см), на центральній панелі якого зображена Мадонна з немовлям в оточенні чотирьох ангелів, а на бічних стулках святі Домінік та Агнеса. Ця робота стилістично відноситься до того ж періоду, що й «Мадонна Строганова», тому датується приблизно 1300 роком.
Можна згадати ще дві роботи з Національної галереї Умбрії, які приписують Дуччо. Це «Мадонна з немовлям», яку 1911 року атрибутував Дуччо дослідник Курт Вайгельт, а також «Поліптих» № 28, який приписав пензлеві Дуччо італійський мистецтвознавець Енцо Карлі, (але більшість вчених вважає, що це витвір його майстерні). У «Мадонні з немовлям» мафорій (верхній одяг мадонни) вже зовсім «готичний», Дуччо акцентує увагу на його «невізантійських» складках, зобразивши незвичайний жест немовляти. Фахівці вважають, що ця Мадонна є частиною розформованого поліптиха.
Останнім твором Дуччо, створеним вже після своєї знаменитої, велетенської «Маєсти» з Сієнського собору, вважається «Поліптіх № 47», який раніше знаходився в шпиталі Санта Марія делла Скала (1311–1318 роки, Сієна, Пінакотека). Він погано зберігся, і з усіх його частин пензлеві Дуччо приписують лише центральну панель — Мадонну з немовлям. Проте з цією атрибуцією згодні не всі фахівці.

## Маєста
У головному творі Дуччо — вівтарному образі Сієнського собору «Маєста» із зображенням Богоматері в оточенні ангелів та святих на лицьовій стороні та «Страстей Христових» на зворотному боці (1308–1311, основна частина поліптіха — в Музеї собору, Сієна), художник, не пориваючи з канонами середньовічного мистецтва, прагне до життєвої переконливості побутових деталей, домагається звучної декоративності кольору, ліричності образної системи. За малюнком Дуччо 1288 року був виконаний перший в Італії монументальний вітраж у круглому вікні хорів Сієнського собору.

## Галерея

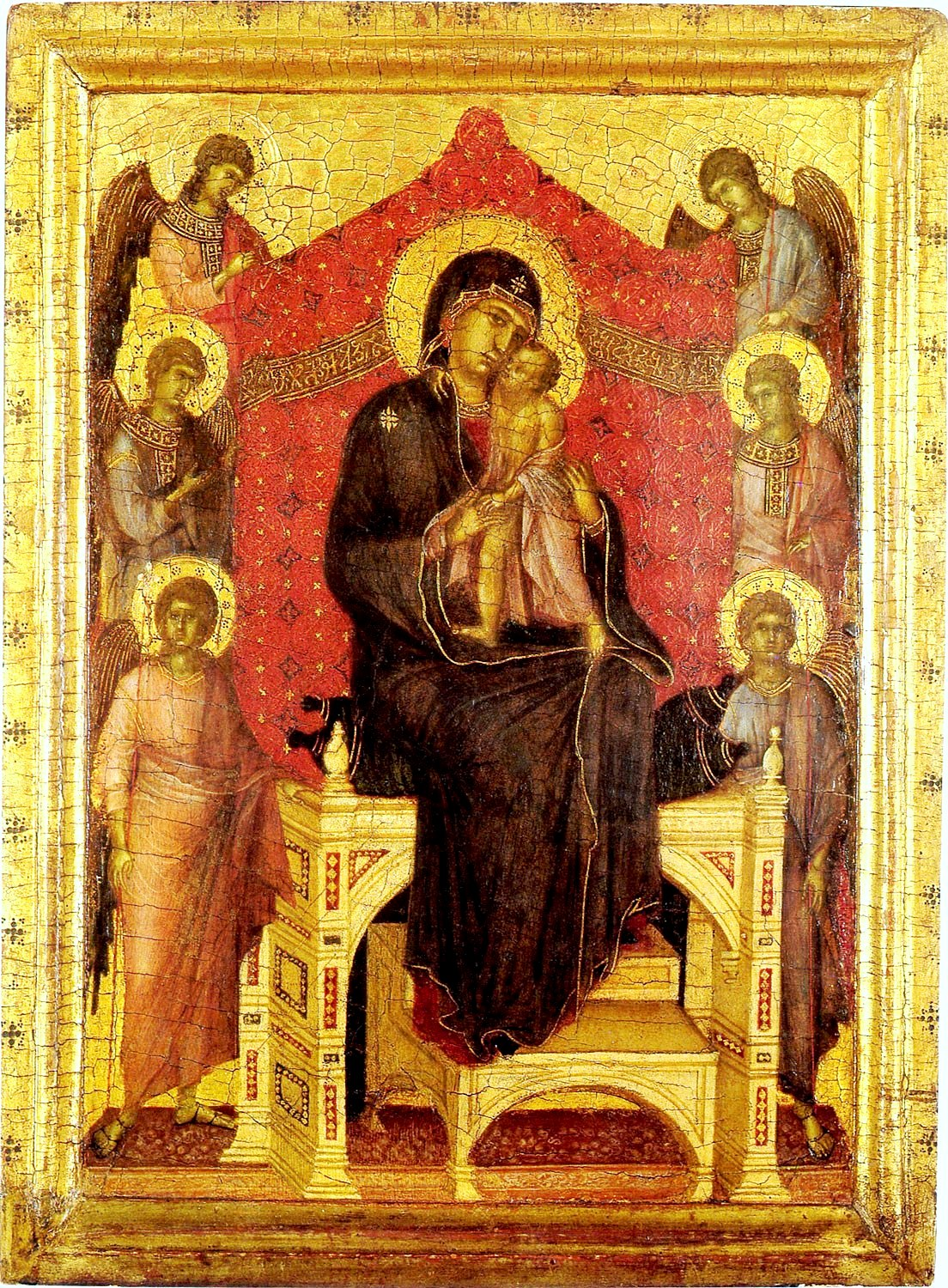
Дуччо. «Маєста» 1288–1300 роки, Берн, Музей мистецтва
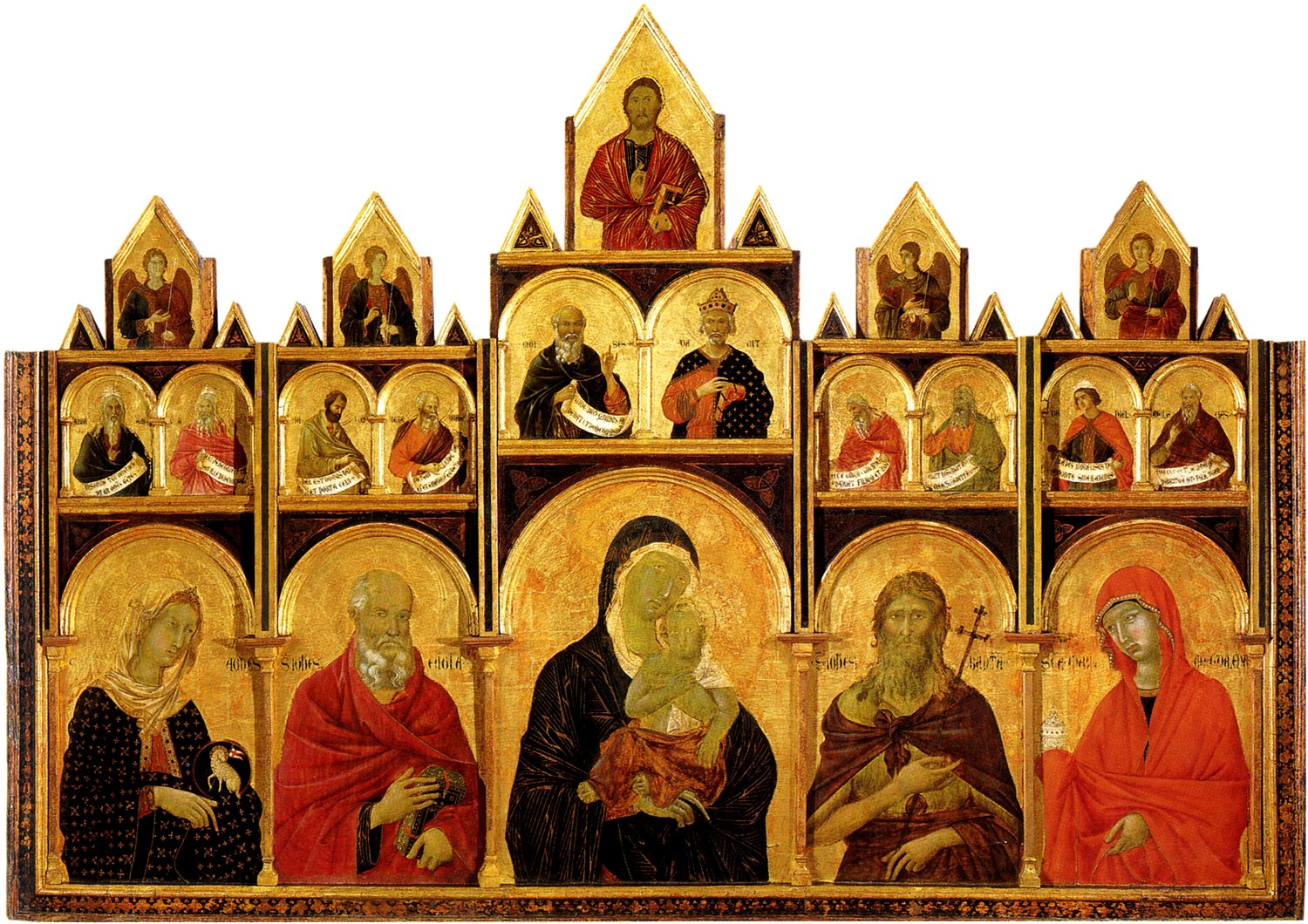
Дуччо. «Поліптих № 47». 1311-1318 роки, Сієна, Пінакотека
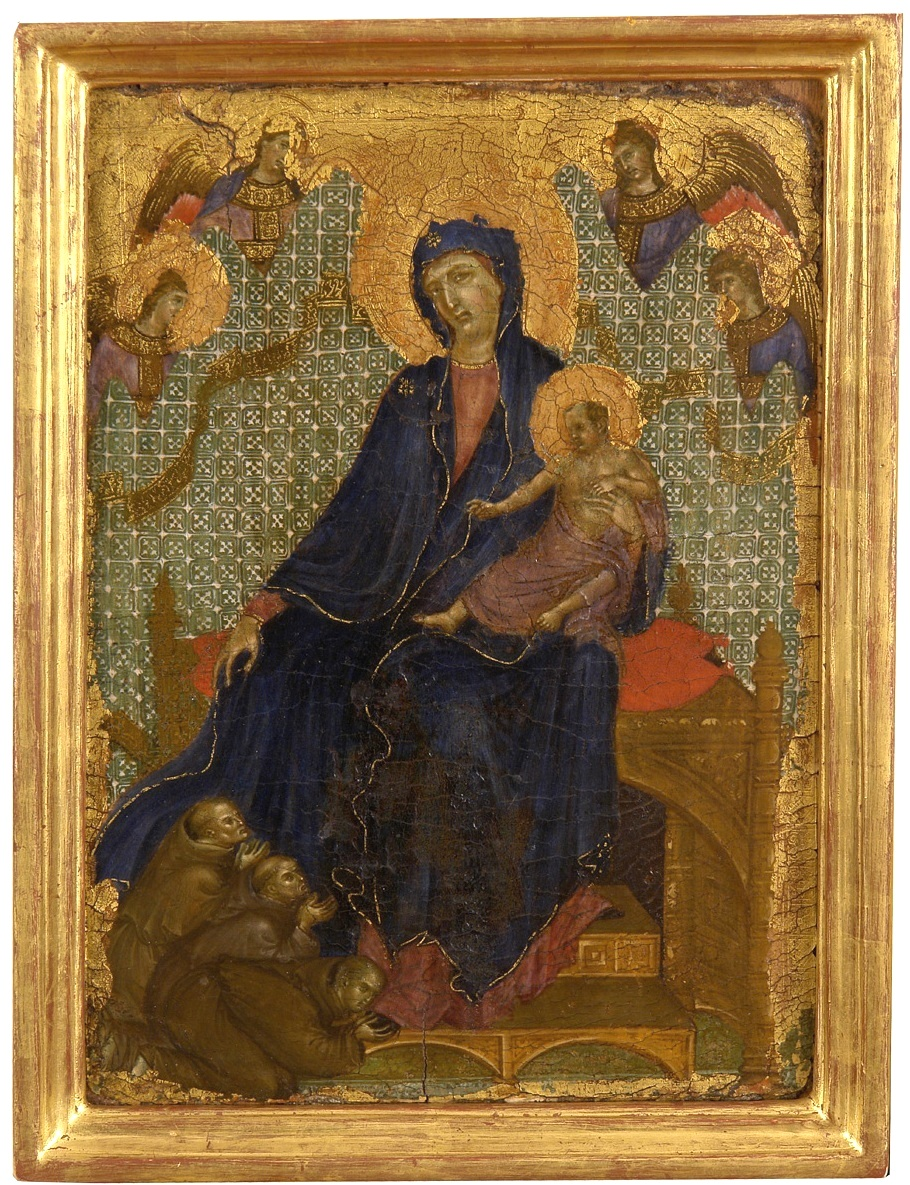
Дуччо. «Францисканська Мадонна» близько 1300 Сієна, Пінакотека